# 孙勇 (1926年)
孙勇（1926年—2022年10月13日），河北大城人，中国人民解放军将领、中国人民解放军中将。
1938年参加革命，1945年加入中国共产党。抗日战争时期，历任勤务员、警卫员等职。解放战争时期，历任朱德同志处警卫员，机要通讯员，毛主席处警卫员、副卫士长等职。中华人民共和国成立后，历任副科长、副处长、总参谋部警卫局副局长兼中央警卫团团长。
是中国共产党第十二次、十三次、十四次全国代表大会代表，中国人民政治协商会议第八届全国委员会委员。1988年被授予中国人民解放军少将军衔，1991年晋升中国人民解放军中将军衔，曾荣获中国人民解放军独立功勋荣誉章。